# Cucullia elongata
Cucullia elongata är en fjärilsart som beskrevs av Butler 1880. Cucullia elongata ingår i släktet Cucullia och familjen nattflyn. Inga underarter finns listade i Catalogue of Life.